# 緊急車両

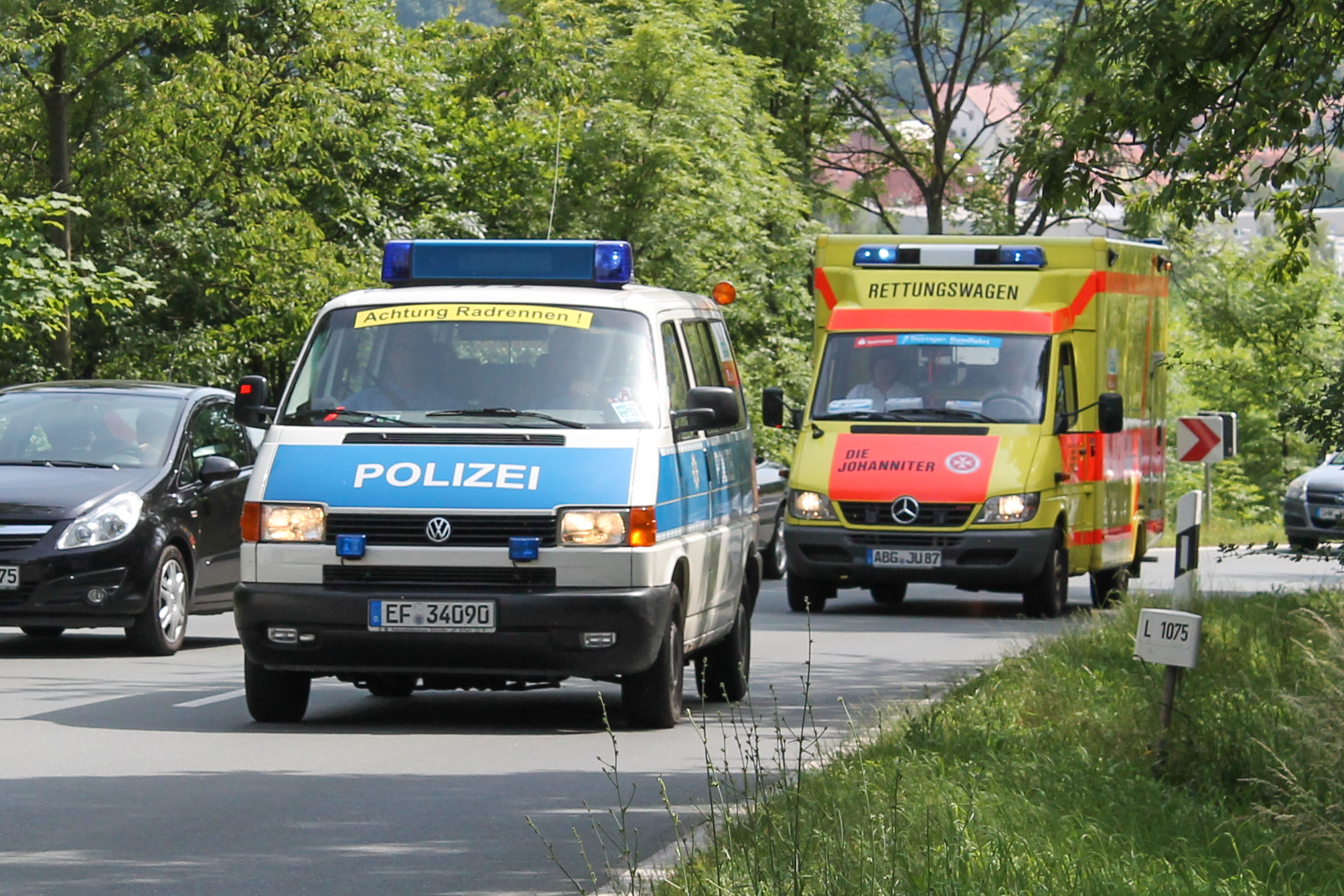
ドイツ、警察の遊撃車と、救急車（2013年、テューリンゲン州）

緊急車両（きんきゅうしゃりょう）とは、緊急の用務に際して、道路における優先的な通行あるいは道路の優先的利用ができるよう指定され、許可されている車両のことをいう。

## 日本
日本における緊急車両には、道路交通法に基づく緊急自動車（消防用車両を含む）、自衛隊車両、災害対策基本法等に基づく緊急通行車両などがある。

### 緊急自動車（道路交通法）
道路交通法39条1項では、緊急自動車を「消防用自動車、救急用自動車その他の政令で定める自動車で、当該緊急用務のため、政令で定めるところにより、運転中のものをいう。」と定義されており、原則としてサイレンを鳴らし、かつ、赤色の警光灯をつけて走行しているものをいう（道路交通法施行令14条）。消防用車両は、「消防用自動車以外の消防の用に供する車両で、消防用務のため、政令で定めるところにより、運転中のもの」と定義されている。 

### 緊急通行車両（災害対策基本法）
災害対策基本法76条1項では、緊急通行車両を「道路交通法（昭和三十五年法律第百五号）第三十九条第一項の緊急自動車その他の車両で災害応急対策の的確かつ円滑な実施のためその通行を確保することが特に必要なものとして政令で定めるものをいう。」と定義している。道路交通法上の緊急自動車及び自衛隊車両等以外の車両の場合には、災害時に指定される緊急交通路を通行するには都道府県公安委員会から発行された「緊急通行車両確認標章」をフロントガラスに掲出しなければならない。
緊急通行車両の事前届出の対象となるのは、行政機関の車両、電力会社・ガス会社・電話会社の車両、医師・医療機関の車両、その他状況に応じて災害復旧活動に必要となる車両（建設用重機、タンクローリー、路線バス、高速バス、物資輸送のための大型貨物自動車）などである。
また、緊急通行車両は一部の給油所において給油の優先的取扱を受けることができる。

## アメリカ合衆国の緊急車両
アメリカ合衆国では、州により異なるがおおむね、警察車両や消防車、救急車などが緊急車両とされている。緊急車両がサイレンを鳴らして近づいてきたら先行する車両は速やかに路肩に寄って停車する義務がある。州によっては警察の場合、赤・青の警光灯を点滅させていれば、サイレンを鳴らし続けなくてもよい（ニューヨーク州など）。自然保護官やライフガードの用務車両や、警察官が乗車する自転車（緊急用務中の物。車種はマウンテンバイク。フレームに「POLICE」の文字入りで、サイクルバッグや警告灯、電池駆動のサイレンを取り付けてある）も緊急車両となる。

## イギリスの緊急車両
イギリスでは警察や救急などの緊急車両には青色灯（blue warning beacon）が搭載されており、緊急車両に青色灯の使用が認められている組織は緊急サービス（青色灯緊急サービス）と総称されている。